# Brigitte Deydier
Pour les articles homonymes, voir Deydier.
Brigitte Deydier, née le 12 novembre 1958 à Meknès au Maroc, est une judokate française, qui remporte trois titres de championne du monde en 1982, 1984 et 1986 et une médaille d'argent en 1987. Elle compte six médailles dont quatre titres aux championnats d'Europe et remporte une médaille d'argent lors des Jeux olympiques d'été de 1988 où le judo féminin apparait en tant que sport de démonstration.
Directrice technique national (DTN) de 2005 à 2009, elle occupe le poste de directrice Ryder Cup à la Fédération française de golf avant d'intégrer le ministère des sports, chargée de la performance 2024 en prévision des Jeux olympiques 2024 de Paris.

## Biographie

### Carrière sportive
Brigitte Deydier est d'abord entraînée à Montauban par Jean-Claude Cabanne.
Brigitte Deydier obtient une cinquième place aux championnats d'Europe 1977. Deux ans plus tard, lors de l'édition de 1979 de Kerkrade, elle s'impose en finale de la catégorie des moins de 61 kg. Lors de l'édition suivante, à Udine, elle est battue en finale par L'Italienne Laura Di Toma, médaillée de bronze l'année précédente.
Montée de catégorie, en moins de 66 kg, elle s'impose en finale des championnats du monde 1982 disputés à Paris face à l'Allemande Karin Krueger. Elle termine ensuite cinquième des championnats d'Europe 1983 remportés par Laura Di Toma. Lors de l'année 1984, elle remporte d'abord les championnats d'Europe à Pirmasens devant l'Autrichienne Roswitha Hartl, puis les championnats du monde à Vienne, où Irene de Kok, troisième de la compétition précédente, termine deuxième. Elle conserve son titre européen la saison suivante en battant en finale Roswitha Hartl. Elle remporte un autre européen en s'imposant avec l'équipe de France lors des championnats d'Europe par équipes. En 1986, elle emporte un troisième titre consécutif de championne d'Europe de sa catégorie, devant l'Allemande Alexandra Schreiber. Elle s'impose également lors des mondiaux de Maastricht, devant la Suédoise Elisabeth Karlsson. En 1987, les compétitions masculines et féminines des championnats du monde se déroulent sur le même lieu et aux mêmes dates. Deydier remporte sa quatrième médaille mondiale en remportant l'argent, battue en finale par l'Allemande Alexandra Schreiber. Lors de cette saison, Deydier remporte son deuxième titre européen par équipes. Lors des championnats d'Europe 1988 de Pampelune, Deydier remporte une médaille de bronze. Lors de cette même année, le judo féminin fait son apparition en tant que sports de démonstration lors des Jeux olympiques de 1988 de Séoul. Alexandra Schreiber et Deydier se retrouvent dans la même poule, cette dernière s'imposant sur yuko pour atteindre la finale. Lors de celle-ci, elle se démet la rotule et, malgré sa volonté de poursuivre le combat, elle doit abandonner pour laisser la victoire à la Japonaise Hikari Sasaki.

### Directrice technique nationale
Après l'échec des Jeux olympiques de 2004 où seule Frédérique Jossinet remporte une médaille, Bigitte Deydier, membre du comité directeur de la Fédération française de judo et des disciplines associées (FFJDA), se voit confier la mission d'accompagner le directeur technique national Fabien Canu dans « l'ouverture vers tous », conduite décidée par le comité directeur de la Fédération pour renouer avec le succès.
En 2005, le nouveau président de la Fédération Jean-Luc Rougé décide de changer l'organisation. Il nomme Brigitte Deydier au poste de directrice technique nationale (DTN) en remplacement de Fabien Canu, en poste depuis 1996. Le poste de directeur du haut niveau détenu par Stéphane Traineau est également supprimé. Sa nouvelle organisation prend effet juste après les mondiaux 2005. Elle confie l'équipe de France masculine à Patrick Rosso et l'équipe féminine à Christophe Brunet, remplaçant respectivement François Fournier et Yves Delvingt.
La première compétition internationale disputée après sa nomination est le championnat d'Europe 2006 de Tampere. Le bilan est de huit médailles remportées. Les hommes remportent deux médailles d'argent, par Benjamin Darbelet et Daniel Fernandes tandis que l'équipe féminine remporte trois titres, par Barbara Harel, Gévrise Émane et Anne-Sophie Mondière, Lucie Décosse et Céline Lebrun remportant l'argent et Frédérique Jossinet le bronze. En septembre, l'équipe féminine remporte les championnats du monde par équipes, éliminant le Japon par 4 à 2 avant de battre les Cubaines 4 à 0 en finale.
Aux championnats d'Europe 2007 à Belgrade, l'équipe de France obtient neuf médailles dont cinq titres, Teddy Riner chez les hommes qui remportent deux médailles de bronze avec Benjamin Darbelet et Frédéric Demontfaucon, quatre chez les femmes avec Lucie Décosse, Gévrise Émane, Stéphanie Possamaï et Anne-Sophie Mondière, Audrey La Rizza remportant l'argent et Frédérique Jossinet le bronze. À Rio de Janeiro, lors des mondiaux 2007, la France remporte huit médailles, dont deux titres pour Teddy Riner et Gévrise Émane. Ces résultats permettent également de qualifier automatiquement sept catégories sur quatorze possibles pour les Jeux de Rio. Lors des championnats d'Europe de Lisbonne, disputés quelques mois avant les Jeux, la délégation française remporte six médailles dont deux titres, Lucie Décosse en moins de 63 kg et Mondière en plus de +78 kg, cinq médailles pour les féminines. Elle estime le bilan des Jeux olympiques de Pékin, quatre médailles, argent pour Benjamin Darbelet et Lucie Décosse et bronze pour Stéphanie Possamaï et Teddy Riner, comme un « résultat global […] satisfaisant.». Elle reconnait toutefois que « certains sont passés à côté.».
En avril 2009, elle révèle que son poste de DTN n'est pas renouvelé, la décision lui ayant été annoncé par Jean-Luc Rougé en décembre 2008. Elle quitte ses fonctions le 30 juin 2009.

### Autres activités
Brigitte Deydier est diplômée de l’École Supérieure de Commerce de Toulouse. De 1994 à 1999, elle est directrice de la communication de la Fédération française de judo. Après l’Aérospatiale, la BNP, Citroën, SEAT, elle est ensuite responsable de la communication à La Poste.
Brigitte Deydier se voit confier en 2003 par Jean-François Lamour, alors ministre de la Jeunesse, des Sports et de la Vie Associative, et Nicole Ameline, ministre déléguée à la Parité et à l'Égalité professionnelle, la mission de diriger un groupe de travail « Femmes et Sports ». Ce groupe de travail remet un rapport en avril 2004 un rapport. En 2010, elle est entendue sur le même sujet par la délégation des droits des femmes du sénat, dont la présidente est Nicole Ameline.
En juillet 2014, elle quitte son poste de directrice déléguée chargée du marketing pour devenir directrice Ryder Cup France 2018. En mai 2017 elle intègre le ministère des sports où elle est chargée de la performance 2024 en prévision des Jeux olympiques 2024 de Paris.

## Palmarès
- Championnat du monde
  -  Médaille d'or au Championnat du monde 1982 ( -66 kg)
  -  Médaille d'or au Championnat du monde 1984 ( -66 kg)
  -  Médaille d'or au Championnat du monde 1986 ( -66 kg)
  -  Médaille d'argent au Championnat du monde 1987 ( -66 kg)
- Championnat d'Europe
  -  Médaille d'or au championnat d'Europe 1979 ( -61 kg)
  -  Médaille d'or au championnat d'Europe 1984 ( -66 kg)
  -  Médaille d'or au championnat d'Europe 1985 ( -66 kg)
  -  Médaille d'or au championnat d'Europe 1986 ( -66 kg)
  -  Médaille d'argent au championnat d'Europe 1980 ( -61 kg)
  -  Médaille de bronze au championnat d'Europe 1988 ( -66 kg)
- Jeux olympiques
  -  Médaille d'argent aux Jeux olympiques d'été de 1988 (sport en démonstration)
- 10 titres de championne de France

## Grade
Brigitte Deydier est ceinture noire 8e dan et a reçu en 2009 la Grand Croix du Mérite des Ceintures Noires.

## Décorations
- Commandeure de l'ordre national du Mérite Elle est faite chevalière le 18 août 1988, promue officière le 13 mai 1996[17], puis commandeure le 15 novembre 2018[18].
- Officière de la Légion d'honneur Elle est faite chevalière le 12 avril 2005[19], et promue officière par décret du 31 décembre 2013[20].